# Універсальна арифметика

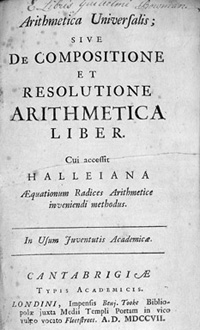
Латинське видання (1707)

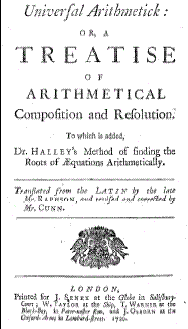
Англійське видання (1720)

«Універсальна арифметика» (або «Загальна арифметика», лат. Arithmetica Universalis) — монографія Ісаака Ньютона, вперше опублікована 1707 року латинською мовою. Універсальною арифметикою Ньютон називав алгебру, і ця праця дала істотний внесок у розвиток даного розділу математики. Пізніше книгу під такою ж назвою опублікував Ейлер у 1768–1769 роках.

## Історія створення
Серед курсів, які вів у Триніті-коледжі Ісаак Ньютон, був курс алгебри. Відповідно до правил, Ньютон здав в університетську бібліотеку акуратно оформлений конспект цих лекцій, написаний латинською мовою . Після відходу Ньютона від викладацької діяльності його наступник на кафедрі Вільям Вінстон опублікував цей рукопис під назвою «Універсальна арифметика». До першого видання був прикладений мемуар Галлея про чисельний метод знаходження коренів рівнянь. Книга викликала великий інтерес та неодноразово перевидавалася на різних мовах; у XVIII столітті вийшли 5 лише латинських її перевидань. Кожне нове видання супроводжувалося зростаючим числом коментарів та доповнень.

## Короткий зміст
На початку книги Ньютон пояснює ставлення арифметики та алгебри: мета алгебри — відкрити та досліджувати загальні закони арифметики, а також запропонувати практичні методи розв'язання рівнянь. Далі Ньютон дає класичне визначення дійсного числа як відношення результату вимірювання до одиничного еталону:
|  | Під числом ми розуміємо не так множину одиниць, скільки абстрактне відношення якої-небудь величини до іншої величини того ж роду, прийнятої за одиницю. Оригінальний текст (лат.) Per Numerum non tam multitudinem unitatum quam abstractam quantitatis cujusvis ad aliam ejusdem generis quantitattem quae pro unitate habetur rationem intelligimus. |

Це визначення фактично завершує багаторічний процес «рівняння в правах» цілих, дробових та ірраціональних чисел. На відміну від багатьох математиків того часу, Ньютон не розглядав окремо від'ємні числа і на прикладах показав їх корисність.
Потім викладається теорія десяткових дробів, дій із ними та використовуваних визначень. Ньютон у своїх записах використовував позначення Декарта, які мало чим відрізняються від сучасних. Однак, на відміну від Декарта, він повністю відокремив алгебру від геометрії, підкресливши, що при всій взаємній користі у цих наук різні предмети.
В окремих розділах, з численними прикладами та геометричними ілюстраціями, викладаються дії з дробами, вилучення коренів, типи рівнянь, методи їх спрощення та рішення. Ньютон майже не приводить доказів своїх тверджень та основну увагу приділяє прикладним аспектам матеріалу. Деякі висловлені в книзі глибокі теореми вдалося строго довести лише в XIX столітті .
Особливу увагу Ньютон приділив вирішенню алгебраїчних рівнянь, ця тема займає майже половину книги. У ході викладу наводяться рішення 77 типових завдань (переважно геометричного характеру), забезпечені докладними роз'ясненнями та методичними рекомендаціями.
Серед інших відкриттів Ньютона, викладених у книзі, можна згадати:
- Одне з перших формулювань основної теореми алгебри: число дійсних коренів многочлена не перевищує його степені, а число комплексних коренів завжди парне.
- Узагальнення декартівського «правила знаків» для визначення числа коренів многочлена.